# Edward Mazur (przedsiębiorca)
Edward Mazur (ur. 25 października 1946 w Lubzinie, zm. 29 maja 2023) – polski przedsiębiorca działający w USA.
Otrzymał międzynarodową uwagę w marcu 2005 po wydaniu międzynarodowego listu gończego w związku z zabójstwem komendanta głównego Policji Marka Papały (1998). Sąd w Chicago uznał jednak, iż brak jest podstaw by przychylić się do argumentów strony polskiej. W sierpniu 2014 oskarżenie zostało wycofane przez władze Polski.

## Kariera w USA
Wyjechał z PRL w latach 60. XX w. Pewien czas spędził w Ameryce Południowej, następnie osiadł w Chicago, gdzie ukończył studia inżynierskie. W 1969 otrzymał obywatelstwo Stanów Zjednoczonych. Działał w środowiskach polonijnych, pracował m.in. w firmach United Technologies, AG McKee & Co., spółce Cargill (przetwórstwo rolne), Demarex (amerykańska firma konsultingowa), Stream Communications Inc., w korporacji Lockheed Martin. W 1976 roku podpisał kontrakt z Polimexem Cekop, reprezentującym farmaceutyczną firmę Polfa Tarchomin, na produkcję antybiotyków najnowszej generacji.

## Współpraca ze służbami
Od lat 70. XX w. do początku lat 90. XX w. był tajnym współpracownikiem II Departamentu Ministerstwa Spraw Wewnętrznych PRL (kontrwywiad). Po 1990 pozostał „zamrożonym” tajnym współpracownikiem Zarządu Kontrwywiadu UOP, używającym pseudonimów „Szczęśliwy” oraz „Glad”, a jego oficerem prowadzącym był płk Ryszard Bieszyński. Jest też ojcem chrzestnym grafika Jacka Sasina.

## Działalność po 1989
W 1989 r. założył spółkę Bakoma razem ze Zbigniewem Komorowskim (ostatnia sylaba firmy pochodzi od jego nazwiska), której akcje sprzedał później koncernowi Danone za 130 mln złotych. Był udziałowcem spółki Bioton.  Według „Rzeczpospolitej” Mazur miał pośredniczyć w zaciągnięciu przez FOZZ kilkumilionowego kredytu dolarowego w firmie Demarex, zaś sędzia Andrzej Kryże też przypisywał mu udział w aferze FOZZ.  Wiązany jest też z prywatyzacją Orlenu, ze względu na znajomość Mazura z przedsiębiorcami i byłymi funkcjonariuszami SB Aleksandrem Żaglem i Andrzejem Kuną.
W sierpniu 1991, wspólnie ze spółką Zbigniewa Komorowskiego oraz rosyjską firmą Avtoexport, na eksterytorialnych terenach rosyjskich w Warszawie Mazur założył spółkę Abexim, która do jesieni 2006 roku serwisowała samochody należące do WSI. W 1996 wystąpił o przywrócenie obywatelstwa polskiego, na co przystała kancelaria prezydenta Aleksandra Kwaśniewskiego, a wtedy już jako Polak lobbował za zakupem myśliwców F-16.
W 2003 roku znalazł się w gronie 25 najbogatszych biznesmenów polonijnych według tygodnika „Wprost” (na pozycji nr 17).

## Aresztowanie i pobyt w USA
27 lutego 2002 roku Edward Mazur został zatrzymany do dyspozycji trójmiejskiej prokuratury i przewieziony do Warszawy. W tym samym dniu złożył zażalenie, w którym prosił o poinformowanie o tym zdarzeniu pułkownika Hipolita Starszaka, który zapewnił Mazurowi adwokata. Mimo zeznań płatnego zabójcy Artura Zirajewskiego Mazur został zwolniony przed upływem 48 godzin bez przesłuchania oraz postawienia zarzutów. Trzy godziny po opuszczeniu prokuratury, a przed wyjazdem do USA Mazur pojawił się na przyjęciu w restauracji „Belvedere” w Łazienkach Królewskich w Warszawie. Jego organizatorem był m.in. Roman Kurnik i wiceszef UOP Zdzisław Skorża, a wśród gości był szef MSWiA Krzysztof Janik, sekretarz stanu MSWiA Zbigniew Sobotka i inni funkcjonariusze Policji i Ministerstwa Sprawiedliwości. Kilkanaście godzin później wyjechał z kraju.
Postanowienie o przedstawieniu zarzutów zostało wydane 25 stycznia 2005 roku, a w lutym wydano za nim międzynarodowy list gończy, gdy poszukiwany przebywał w Stanach Zjednoczonych.

W 2006 roku Edward Mazur został zatrzymany przez FBI pod zarzutem zlecenia zabójstwa nadinspektora Policji Marka Papały, a w aresztowaniu wzięła udział DEA.  W 2006 sąd w Chicago orzekł, że Mazur nie może wyjść z więzienia za kaucją. Jednym ze świadków obrony Mazura w procesie ekstradycyjnym był jego oficer prowadzący Ryszard Bieszyński, który był dyrektorem Zarządu Śledczego UOP, a od 2002 w ABW dyrektorem Departamentu Postępowań Karnych (kontynuacja ZŚ UOP), który prowadził sprawę zabójstwa Papały. W 2007 roku sąd w Chicago odrzucił wniosek o ekstradycję Edwarda Mazura.